# 谷嵜直樹
谷嵜 直樹（たにざき なおき、1978年12月1日 - ）は、日本の男性プロレスラー。大阪府豊中市出身。血液型O型。リングネームは谷嵜 なおき（たにざき なおき）。

## 経歴
プロレスラーになるため、高校を1年で中退して自宅とジムでトレーニングを積んでいたがヘルニアを患ったため、プロレスラーになることを断念して高校に再入学する。
高校卒業後、転職を繰り返しながら腰の痛みが癒えたためトレーニングを再開する。
2002年、プロレスラーになるためメキシコへ渡り、闘龍門の10期生として入門。12月7日、メキシコのヒムナシオ・デ・ラ・ウニダ・クアウテモックにて村上学＆山本武志組とのタッグマッチにてデビュー（タッグパートナーは坂井謙一）。
2004年、闘龍門JAPANに所属を移すが直後に団体がDRAGON GATEとして独立しこれに追随。闘龍門X出身者で唯一のDRAGON GATE移籍者となった。
2005年12月27日、16人参加バトルロイヤルサバイバルゲートに勝利。当初はDo FIXER入りを目指したものの、あまりの弱さにボスのマグナムTOKYOからサーファーキャラを剥奪され、ウォーターボーイズへの転向を余儀なくされるなどを経て、ようやく正式メンバーになる。
2006年、凶器攻撃や味方への誤爆を繰り返すようになり、追放となった。
その頃からCIMAにBlood Generationに勧誘されていて4月12日に加入したが、直後に土井成樹らと共に、CIMA、ドン・フジイ、鷹木信悟を追放する。
土井をリーダーとした新ユニット「マッスル・アウトローズ」の一員として試合を続けるも、主に負け役である事態が続く。
6月、三島来夢と共にフリー契約となり7月12日、後楽園ホールの「WRESTLE JAM」最終戦以降DRAGON GATEから離れることになる。
11月22日、プロレスリングElDorado新宿FACE大会に乱入し、12月27日新宿FACE大会からエルドラドへ本格参戦した。
2007年6月2日、プロレスリングZERO1-MAXに参戦しAWA世界ジュニア王座決定戦ロイヤルランブルに出場した。
同年、大日本プロレスでデスマッチ参戦を表明。そのテストマッチとして行われた、7月22日博多スターレーン大日本・エルドラド合同興行にて葛西純・MASADAを相手にハードコアマッチで勝利（パートナーは宮本裕向）。8月札幌テイセンホール大会でデスマッチデビューしている。その後、しばらくして大日本のデスマッチ戦線から離脱。
2008年3月6日、プロレスリングElDoradoを退団。
3月7日、後楽園ホール大会で突如、DRAGON GATEのマットにマッスル・アウトローズの新メンバーとして現れ（即座に裏切り・離脱）、復帰することを宣言。
3月8日、メインイベントで正式に復帰した（DRAGON GATEでは基本的に解雇・退団した選手が再び団体のリングに上がることはこれまでは無かった）。しかし、これに対してYAMATOが異を唱える。
3月20日、大田区体育館大会でYAMATOとシングルマッチで対戦し勝利、試合後、YAMATOと和解し、タッグ結成をアピールした。
3月22日、DRAGON GATEと専属フリー契約を結ぶ。
4月17日、後楽園ホール大会でYAMATOとのタッグでGamma、堀口元気と対戦するがYAMATOの裏切りに遭い、敗北。（YAMATOはマッスル・アウトローズに加入）
5月5日、愛知県体育館大会で鷹木とハードコアマッチで対戦するが、敗北。
5月14日、神田裕之とのシングルマッチ中に新井健一郎、岩佐拓のアシストを受けて試合に勝利、試合後戸澤塾に勧誘される。しかし、メインイベント後に土井成樹、吉野正人、B×Bハルクを救出し新ユニット（後のWORLD-1）を結成。
2010年9月17日、後楽園ホール大会にてディープ・ドランカーズ入りし、解散後のブラッドウォーリアーズにも加入。
オープン・ザ・トライアングルゲート王座にダーツ（土井ダーツ）でKzyと共にメンバーに選ばれ、発案者の土井に落胆されるもトライアングルゲートを奪取。2カウントルール（王者のみ2カウントで勝利）を条件に相手に挑戦させ王座を防衛していた。
それからPACが持っていたブレイブゲートのベルトを強奪し、「Blood Warriors 認定オープン・ザ・ブレイブゲート選手権試合」としていたもののPACに取り返されてしまった。
2012年1月8日、名古屋での試合で右肩を脱臼・骨折（全治半年）欠場中に体型は違えど髪型や肩の刺青など本物ソックリの「谷崎なおき」（「嵜」ちがい）が出場。その代わりトマホークT.T.が欠場している7月1日大阪での試合の終了後にジミーズが締めのマイクを行っているところに、黒髪＆メガネで現れ「今日はメガネを掛けて来ました。ジミーズに入れてください」とジミーズ入りとなった。
9月23日オープン・ザ・トライアングルゲート選手権にて「トライアングルゲート・コントラ・タニザキナオキ」として戸澤、ハルク、谷崎組に敗戦。負けた場合に当の本人が改名させられる試合として開催されたが、谷崎なおきから「同じタニザキがカブる」との理由で「豊中出身」「イルカのような目」、「イルカはキューキュー泣く」を踏まえた上で「Mr.キューキュー・豊中ドルフィン」に改名させられた。
2013年1月27日、神戸サンボーホール大会で、リングネームとDRAGON GATE追放をかけて行った谷崎なおきとのシングルマッチに勝利し、谷嵜なおきの名前を取り戻し、逆に谷崎なおきのリングネームを「Mr.ピーピー・苫小牧ペンギン」に改名させた。その後、名前は取り戻したものの「Mr.キューキュー"谷嵜なおき"豊中ドルフィン」というリングネームで活動した。
2015年10月8日、後楽園ホール大会でジミー・クネスJ.K.S.に敗北。その後、欠場中のジミー・カゲトラにジミーズに残るように言われるも、カゲトラに必殺のインプラントを放ちジミーズを脱退、VerserKに加入。そしてリングネームを「谷嵜なおき」に戻した。
2017年10月31日、契約満了によりDRAGON GATEを退団。11月25日、ダブプロレスに入団した。

## 得意技
自身のニックネームでもある「取扱い注意」の名の通りケンカ殺法が中心で、器用ではないが躊躇しない思い切ったファイトスタイルが特徴である。
インプラント
谷嵜のフィニッシャー。
相手の股下に頭部を差し込み、そこから相手を逆さまの状態で背中に担ぎ上げ、両足を両脇下に抱え込み勢いよく膝を着いて真っ逆さまにマットに突き刺す変型ビーチブレイク。形としては、大森隆男のアックス・ギロチン・ドライバーに近い。
リビドー
相手をカナディアンバックブリーカーの体勢で担ぎ上げ、そこから相手を外向きに反転させると同時に自らも横向きになって相手の顔面に左膝を叩き込む変型のgo2sleep。インプラントを返されたときの谷嵜の隠し玉であり切り札。
リバース・インプラント
向かい合う相手を逆さまに担ぎ上げ、そこから片足を脇下に抱え込み、両膝着地式でシットダウンして脳天からマットに突き刺す変型ツームストーン・パイルドライバー。インプラントのリバース式だが、クラッチは片足のみ。
バイティングドッグ
四つんばいになった相手の首をフロントネックロックに捕らえ、そのまま横に転がって相手の右腕を背中のほうに折り曲げ、その腕に自分の右足を引っかけて腕をロックする。最後に胴を両足で挟み込み絞めあげる。
谷嵜のオリジナルで、胴絞め式のフロントネックロック。
サーフィンクラッチ
カサノヴァ
尻餅をついた相手に助走して片足を振り抜くようにし振り出し、その片膝の内側あたりを相手の顔面に叩き込む。
カサノヴァ改
相手の後頭部に放つトランスレイヴ。
FH（踏み台にして・膝）
助走して立っている相手の右腿の上に左足を乗せて、腿を踏み台にしてジャンプして膝を突き出すように右足を折り畳み、相手の頭部に右足で膝蹴りを叩き込む。
DH（ダッシュして・膝）
相手をコーナーにハンマースルーにして、自身もそれを追いかけるように助走をつけてコーナーに寄りかかる相手の右腿に左足を乗せ、ジャンプして膝を突き出すように自身の右足を折り畳み、相手の頭部に右足で膝蹴りを叩き込む。
ココナッツクラッシュ
地獄の断頭台

## タイトル歴
DRAGON GATE
- オープン・ザ・ブレイブゲート王座（第15代）
- オープン・ザ・トライアングルゲート王座（第35代、第39代、第46代、第47代）（パートナーは土井成樹&Kzy→斎藤"ジミー"了&堀口元気H.A.Gee.Mee!!→ジミー・ススム&斎藤"ジミー"了→ジミー・ススム&ジミー・神田）

DDTプロレスリング
- アイアンマンヘビーメタル級王座（第705代、第1574代）

アップルスタープロレス
- アップルスター認定ドランカーズ王座（初代）

ダブプロレス
- DOVE世界ヘビー級王座（第9代）
- DOVEタッグ王座（第15代）

プロレスリングBASARA
- ユニオンMAX王座（第10代）
- UWA世界6人タッグ王座（第65代）（パートナーは中津良太、瀧澤晃頼）

コレガプロレス
- CPW王座（初代）

天龍プロジェクト
- インターナショナルジュニアヘビー級タッグ王座（第21代）（パートナーは児玉裕輔）

JTO
- インディペンデントワールド世界ジュニアヘビー級王座（第34代）

道頓堀プロレス
- WDW6人タッグ王座（第2代）（パートナーは内田祥一、木下亨平）

## CM出演
- VAPEリキッド「CRITICAL MIDNIGHT（クリティカルミッドナイト）」愛する○○を守るならVAPEだろ!!!『愛する女を守るなら』編[1]